# Богородичний центр
Богородичний центр, Церква Божої Матері Перетворюваної — російська неохристиянська конфесія (секта), очолювана «Собором Єпископів», головою якого з моменту створення до квітня 2009 року був Іоанн (Береславський).
У 1992 році в Москві зареєстровано добровільне релігійне об'єднання «Громада Церкви Божої Матері перевтілюваної». Згідно з вимогами прийнятого в 1997 році Федерального закону РФ «Про свободу совісті та релігійні об'єднання», воно було перейменовано і діє по теперішній час як «Місцева релігійна організація — Громада Православної Церкви Божої Матері Державної м. Москви». Самі лідери ЦБМД заявляють, що з кінця 1970-х років і до 1990—1991 року вони належали до катакомбного Православ'я.